# Lixhausen
Lixhausen es una localidad y  comuna francesa, situada en el  departamento de Bajo Rin, en la región de  Alsacia.

## Demografía
| 225 | 240 | 262 | 238 | 246 | 260 |
| Para los censos de 1962 a 1999 la población legal corresponde a la población sin duplicidades (Fuente: INSEE [Consultar]) |     |     |     |     |     |